# تشونغ مونج هون
تشونغ مونج هون (بالكورية: 정몽헌)‏ (14 سبتمبر 1948 في كوريا - 4 أغسطس 2003 ) رائد أعمال من كوريا الجنوبية.